# Грауманн, Иоганн
Иоганн Граманн или Грауманн (5 июля 1487, Нойштадт-ан-дер-Айш, Франкония — 29 апреля 1541, Кёнигсберг, тогда Пруссия) — лютеранский пастор, теолог, педагог, гуманист, реформатор и лидер местной церкви. Он работал ректором лейпцигской школы Святого Фомы. Иоганн подписывал свои сочинения и личные бумаги грецизированным именем Полиандер (нем. Poliander, от др.-греч. πολιός ἀνδρ, перевод с нем. Grau Mann — «серый человек»). Он сочинил несколько религиозных гимнов; тексты некоторых гимнов использовал И. С. Бах, например, в мотете «Singet dem Herrn ein neues Lied»
Интересы Иоганна были весьма обширны, в частности известно «Письмо Иоганна Полиандера Каспару Бернеру о янтаре и судовах», в котором содержится описание обычаев прусского племени судовов.